# Sé Velha de Bragança
A Sé Velha de Bragança, também referida como Colégio do Santo Nome de Jesus, Catedral de Bragança e Igreja Paroquial de São João Baptista, é um antigo mosteiro feminino localizado na freguesia de Sé, Santa Maria e Meixedo, do município de Bragança, distrito de Bragança, em Portugal.
Em parte das suas instalações conventuais estão atualmente instalados o Centro Cultural de Bragança e o Conservatório de Música de Bragança.

## História
A Sé Velha de Bragança foi a sede da Diocese de Bragança-Miranda, no nordeste de Portugal. O templo foi construído no século XVI tendo a função de convento. Em 1764, com a transferência da sede da diocese de Miranda do Douro para Bragança, o edifício passou a ser a catedral diocesana. Com a inauguração da nova catedral em 2001, o templo passou a ser uma igreja paroquial.
O templo é consagrado ao Santo Nome de Jesus e a São João Batista. 
A Igreja e o Claustro foram classificados como monumento de interesse público em 2012.